# Johann Georg Hutten
Johann Georg Hutten (* 13. Mai 1755 in Kirchheim unter Teck; † 6. April 1834 in Stuttgart) war ein deutscher Gymnasialrektor und klassischer Philologe.

## Leben
Hutten war Sohn des Landzahlmeisters Georg Conrad Hutten. Er durchlief die Lateinschulen von Kirchheim und Schorndorf. Von 1769 bis 1771 besuchte er außerdem das Seminar zu Blaubeuren und von 1771 bis 1773 das Seminar zu Bebenhausen. Anschließend nahm er das Studium an der Universität Tübingen auf. Dort erlangte er am 9. November 1773 den Bakkalaureusgrad. Im selben Jahr wurde er Stipendiat am Tübinger Stift. Den Magistergrad erhielt er am 26. September 1775, nachdem er unter Ludwig Josef Uhland die Dissertatio Historica De Solvtione Vincvli, Qvod Olim Fvit Inter Sacrvm Romanvm Imperium Et Helvetiam verteidigt hatte.
Hutten folgte 1776 als Nachfolger von David Christoph Seybold einem Ruf als Rektor des Gymnasiums in Speyer. Drei Jahre später wurde er zudem Ephorus des dortigen Alumneum. In Speyer versuchte er auch ein Periodikum für Pädagogik zu etablieren. Von Speyer folgte er 1790 einem weiteren Ruf als Rektor an die Schola anatolica in Tübingen. 1798 wechselte er als 2. Professor an das Seminar in Denkendorf, an dem er 1802 zum 1. Professor aufstieg. 1810 kam er als Professor an das neueingerichtete Seminar zu Schöntal, bevor er 1818 erster Ephorus am neugegründeten Seminar in Urach wurde. Aufgrund seiner nachlassenden Kräfte wurde er 1823 in den Ruhestand entlassen.
Hutten wurde neben seiner Wirksamkeit als Praktiker insbesondere für seine vierzehnbändige Ausgabe von Plutarch bekannt, die bei Cotta in Tübingen erschien.

## Werke (Auswahl)
- Dissertatio Historica De Solvtione Vincvli, Qvod Olim Fvit Inter Sacrvm Romanvm Imperium Et Helvetiam, Reis, Tübingen 1775.
- Beiträge zur Speierischen Literargeschichte, hauptsächlich in ihrer Verbindung mit der Wirtembergischen, Enderes, Speyer 1785.
- Verzeichniß der Werke, welche Johann und Wendelin von Speier zu Venedig herausgegeben, Enderes, Speyer 1787.
- (Hrsg.): Plvtarchi Chaeronensis qvae svpersvnt omnia, 14 Bände, Cotta, Tübingen 1791–1804.
- (Hrsg.): Caii Iulii Caesaris Opera, Cotta, Tübingen 1797.